# 요르요스 1세
그리스인의 왕 요르요스 1세(그리스어: Γεώργιος Αʹ, Βασιλεὺς τῶν Ἑλλήνων, 1845년 12월 24일 ~ 1913년 3월 18일)는 그리스의 국왕(재위 : 1863년 3월 30일 ~ 1913년 3월 18일)이다. 크리스티안 9세와 헤센카셀의 루이제의 차남으로 프레데리크 8세의 동생이다. 영국 국왕 찰스 3세의 친증조할아버지이다. 열강의 선출로 그리스인의 국왕으로 즉위한 이후 그리스의 근대화에 앞장섰으며 영토 확장에 주력하여 오늘날의 여러 그리스 영토를 확보하였다. 영국 엘리자베스 2세의 남편인 에든버러 공작 필립의 할아버지이다.

## 개요
본래 덴마크 왕국의 왕자로, 덴마크의 크리스티안 9세의 둘째 아들이다. 그리스의 첫 번째 국왕인 오톤이 1862년 10월에 폐위되자 1863년 3월에 영국과 프랑스 정부에 의해 그리스의 국왕으로 즉위하였고, 그리스 하원의 동의를 받아 10월 31일, 대관식이 거행되었다.
요르요스 1세는 덴마크의 국교인 루터교를 믿었지만, 왕으로 즉위하자 그리스 정교회로 개종했다. 그가 즉위하던 시기에 그리스는 오스만 제국으로부터 독립한 지 얼마되지 않은 낙후된 나라였고, 그는 이런 그리스의 문제점을 해결하고자 하였다.
즉위 후 원제 의회를 시행하여 그리스가 입헌군주제 국가임을 선포하였으며, 경제에 중점을 둔 근대화를 지향했다. 그의 염원 중 하나였던 농촌 환경의 개선은 1920년에 완전히 실현되었다.
1864년에는 이오니아 제도를 획득하고 1881년에는 테살리아를, 1912년에는 마케도니아 지방과 이피로스, 1913년에는 크레타를 획득하였다.
그러나 그는 한편으로는 서투른 발언가이기도 하였다. 그리스의 영토를 늘리기 위해 수단을 가리지 말자는 발언을 하였는데 그의 이런 호전적 발언은 주변 국가의 반발을 샀으며, 재위 50주년 기념 행사인 골든 주빌리가 예정되어 있었지만 발칸 전쟁 중인 1913년 3월, 테살로니키에서 불가리아의 한 비밀결사 단원 불가리아인 사회주의자의 총에 맞아 서거하였다.

## 생애

### 출생과 가계

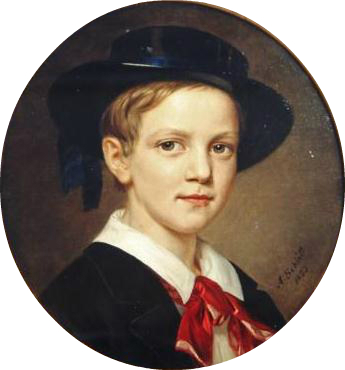
1853년 요르요스 1세

1845년 12월 24일 덴마크 코펜하겐에서 글뤽스보르 공자 크리스티안과 왕비 루이제 폰 헤센카셀의 둘째 아들로 태어났다.
즉위 전의 본명은 크리스티안 빌헬름 페르디난트 아돌프 게오르그(Christian Vilhelm Ferdinand Adolf Georg af Slesvig-Holsten-Sønderborg-Glücksborg)였으며 편의상 빌헬름 게오르크 왕자로 불렸다.
1852년, 요르요스의 아버지 글뤽스보르 공자 크리스티안은 아들이 없던 덴마크의 국왕 프레데리크 7세의 후계자로 지명되었으며, 요르요스 가문은 덴마크의 왕자와 공주가 되었다.
요르요스의 형은 아버지의 뒤를 이어 덴마크의 국왕이 된 프레데리크 8세이며, 누나 알렉산드라는 빅토리아의 아들 에드워드 7세의 왕비가 되었고, 여동생인 다우마는 러시아의 알렉산드르 3세의 황후가 되었다. 조지 5세와 니콜라이 2세, 크리스티안 10세, 호콘 7세는 모두 요르요스 1세의 조카이다.
요르요스는 왕립 덴마크 해군에서 경력 생활을 시작하였으나, 그리스의 오톤이 폐위되고 1863년 3월 30일(구력 3월 18일)에 17세의 나이로 '그리스인의 왕'에 선출되었다. 그는 원래 덴마크에 있을 때는 루터교를 믿었지만, 그리스의 왕으로 즉위하자 동방정교회로 개종했다.

## 그리스인의 왕으로 선출

### 즉위 배경

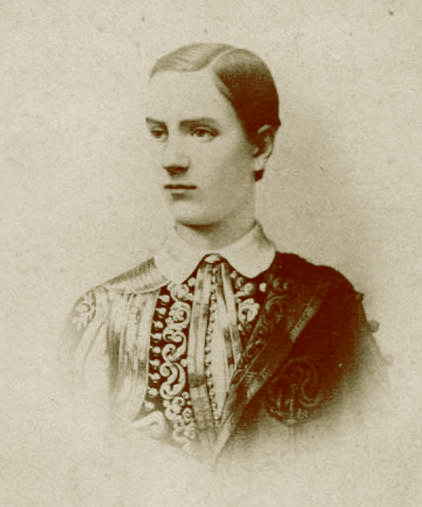
덴마크의 빌헬름 왕자 시절의 요르요스 1세. 그리스 전통 복장을 입고 있다.

요르요스는 그리스 신민들이 처음으로 선택한 왕이 아니었다. 그는 그리스가 투르크에서 독립한 뒤 첫 왕이 된 오토가 1862년 폐위되자 영국, 프랑스, 러시아에 의해 그리스의 왕으로 추천되었다.
오톤을 정변으로 몰아낼 당시, 그리스인들은 공화정보다는 왕정을 선호하였으나 오톤의 형제이자 추정상속인인 바이에른의 레오폴트의 그리스 왕위 계승을 거부하였다. 여러 그리스인들은 열강 영국과 관계를 가까이하고자 빅토리아 여왕과 앨버트 공의 둘째 아들 알프레드 왕자를 그리스 왕위 후보자로 꼽았다.
영국 외무 장관 헨리 템플은 그리스인들이 "영토 확장에 급급하다"고 생각하였으며, 당시 영국의 보호령이었던 이오니아 제도를 선물로 할양해주길 바랐다. 그러나 1832년의 런던 회의에서 열강국 유력 가문 출신자는 어떤 경우에도 그리스 왕위에 오르지 못하도록 금지하였으며, 빅토리아 여왕은 이 생각에 완고히 반대하였다. 그렇지만 그리스인들은 국민 투표 시행을 고집하여 여기서 알프레드 왕자는 240,000 표 가운데 95% 이상의 지지를 얻었다. 여기서 공화정 이행은 93표, 그리스인 국왕은 6표를 얻었으며, 오톤의 복위는 한표를 얻었다.
결국 그리스와 열강은 덴마크의 빌헬름 왕자의 왕위 계승을 검토하였다. 전 국왕 오톤과 후임 빌헬름 왕자의 즉위에는 두 가지 중요한 차이가 있었는데, 첫째로 빌헬름은 외국 열강의 강요가 아닌 그리스 하원의 만장일치로 선출되었으며, 둘째로 차기 국왕은 '그리스의 왕'(King of Greeks)이 아닌 '그리스인의 왕'(King of the Hellenes)으로 선포되었다는 점이다. 그리스 국민의회의 하원의 찬성 이후 국민회의 상원에서도 빌헬름 게오르크를 1863년 3월 그리스의 왕으로 받아들였고 그는 10월 30일 그리스의 왕으로세 즉위했다.

### 즉위 직후
빌헬름 게오르크 왕자가 코펜하겐에서 즉위식을 열었을 때, 제1제독이자 총리인 콘스탄티노스 카나리스를 대표로 그리스 사절단이 참석하였으며, 영국 정부는 새 임금을 위해 그리스에 이오니아 제도(이오니아 제도 연합주)를 할양하기로 선언하였다.
17살의 새 국왕은 1863년 10월 30일(구력 10월 18일)에 아테네에 도착하였다. 그는 전왕의 잘못을 되풀이하지 않기로 결심하였으며, 덴마크어가 모국어였으나 재빨리 그리스어를 익혔다. 요르요스는 허세를 부리며 다니던 전 왕과 달리 아테네의 거리에서 격식 없는 모습으로 자주 보였다. 요르요스 1세는 오톤이 황급히 떠난 뒤 혼란스러운 가운데 궁전을 세웠는데, 혼란을 바로잡은 뒤 40년 된 건물을 새로이 꾸몄다. 또 그는 자신이 덴마크인 섭정들에게 휘둘리는 것처럼 보이지 않고자 하여 결국 숙부 율리우스를 덴마크로 돌려 보내며 "나는 내 정부의 집행에 어떠한 방해도 받지 않을 것이다"라고 말하였다. 즉위한 뒤 그는 자신의 이름 중 게오르크를 그리스어로 발음한 게오르기오스 또는 요르요스라 하였다.
즉위 초반에는 영국과 러시아의 간섭이 있었고 다시 그리스를 치려는 투르크의 움직임도 있었지만 그는 이를 모두 사전에 차단하였다. 또한 그리스 국민들의 의사를 존중하여 그리스인들이 싫어하던 덴마크인 섭정 스폰네크 백작이 섭정 자격으로 정사를 좌지우지했지만 그는 스폰네크를 몰아내는 데 동의했고, 1877년 스폰네크를 덴마크로 돌려보냈다. 이후 요르요스는 의회의 대표성을 존중, 정책에 반영하여 반(半) 입헌군주정 비슷한 정책을 펴나갔다.

## 재위 초기 (1863년 ~ 1870년)

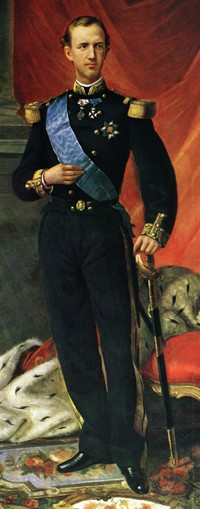
1864년의 요르요스 1세

요르요스 1세는 당시 의회에서 지지부진 끌고 있던 헌법 개정 논의를 종결하는 수순을 밟았다.
1864년 10월 19일, 그는 의회에 콘스탄티노스 카나리스의 부서를 받은 요구장을 보내어, 자신은 새 헌법이 완성되는 것으로 알고 왕위를 받아들였으며 그렇지 않을 경우 자신은 "나의 희방이 좌절됨을 뜻하는 것이므로 그러한 조치를 받아들일 완전한 자유"를 원할 것이라고 설명하였다. 이 말은 그가 덴마크로 돌아가겠다는 것인지 헌법을 요구하겠다는 것인지 의미가 분명하지는 않으나 어떤 경우든 바람직한 상황이 아니었으므로 의회는 곧 합의에 이르렀다.
1864년 11월 28일, 그는 새 헌법을 수호하기로 서약하였는데, 이 헌법에는 직접, 비밀, (남성) 보편 투표를 통해 국회를 선출하도록 규정하였다. 요르요스는 선거의 부패상과 더불어 대부분 문맹이었던 국민들을 다스리는 데 어려움이 있음을 걱정하였으나, 선출직 공무원에게 적법한 권한을 맡김으로써 입헌군주제가 성립되었다. 1864년에서 1910년 사이에 21번의 총선이 열렸으며, 70개의 정권이 들어섰다.
단원제 의회를 시행하고 그리스가 입헌군주제 국가임을 선포하였으며 왕이 직접 통치하지만 의회의 주장이 국정에 반영되도록 정책을 폈다. 경제면에 역점을 둔 근대화를 추진하여 농촌 환경을 개선하였다. 1864년에는 오스만 투르크에 있던 옛 그리스의 영토인 이오니아 제도(Ionian Islands)를 획득하였다.
국제적으로 요르요스는 매형인 영국의 에드워드 왕세자(에드워드 7세)와 긴밀한 관계를 유지하였으며, 당시 오스만 제국의 지배를 받고 있으나 그리스인 주민이 압도적으로 많던 크리티섬 문제를 해결하기 위해 그의 도움을 받고자 하였다. 오톤의 즉위 이래 그리스는 그리스의 땅을 하나의 국가로 통합하길 원하여 영국과 프랑스의 골치거리가 되었는데, 이들 나라는 크림 전쟁 당시 그리스의 고토 회복 시도를 막기 위해 피레아스 항구를 점령하여 오톤을 당혹케 한 바 있었다.
1866년, 크리티 반란이 일어나자, 영국 왕세자는 외무 장관 에드워드 스탠리의 도움을 받아 그리스 편에서 크리티에 개입하고자 하였다. 그러나 결국 열강은 크리티에 개입하지 않았고 오스만 제국은 반란을 진압하였다.

## 영토 확장 (1871년 ~ 1881년)
1864년에서 1874년까지 그리스는 21번의 정권이 들어섰으며, 이들 정부 가운데 가장 오래 집권한 기간은 일 년 반에 불과하였다. 한편 내각들의 약체와 동시에 그는 실질적인 지배자로서 경제면에 역점을 둔 근대화에 노력하였다.

1832년부터 1947년까지 그리스의 영토 변화 영토. 1881년에 테살리아 평원이 오스만 제국에서 그리스 영토로 넘어온다.

1874년 6월 하릴라오스 트리쿠피스는 '케리'(Kairoi)라는 신문에 익명의 논설을 써서 안정적인 정부가 없어서 벌어진 정치 위기가 요르요스와 그의 조언자들 때문이라고 비난하였다. 이 논설에서 그는 임금이 여소야대 정부를 국민들에게 강요하여 마치 전제 군주처럼 행동하고 있다고 고발하였다. 그는 국왕이 원내 과반을 확보한 정치가를 총리로 지명했더라면 정치가들은 연정을 구성하기 위해 좀 더 조화로이 협동할 수밖에 없었으리라고 주장하였다. 트리쿠피스는 그러한 방안으로 정치 불안정을 종식하고 군소 정당 난립을 줄일 수 있다고 썼다. 이 논설의 저자로 몰린 다른 사람이 체포되자, 트리쿠피스는 자신이 논설을 썼음을 밝혀 구금되었다. 그러나 이 일이 대중의 항의를 받아 그는 석방되었으며 '헌정 질서 훼손' 혐의는 무죄 판결을 받았다. 이듬해 국왕은 트리쿠피스에게 (원내 과반을 확보하지 못하였으나) 정부를 구성하도록 요청하였으며, 장래에는 원내 과반을 확보한 지도자가 총리로 지명될 것임을 선언하였다.

### 에피로스와 테살리아 점령
1870년대에 요르요스는 이피로스와 테살리아 영토 확장을 목적으로 오스만 제국을 계속 압박하였다. 1877년 ~ 1878년에 러시아-터키 전쟁으로 그리스 왕국은 처음으로 잠재적인 동맹국을 얻었다. 요르요스의 누이인 다그마르는 러시아 차르 알렉산드르 2세의 며느리였으며, 그리스가 참전하도록 애썼다. 그러나 프랑스와 영국이 이런 행동을 지지하지 않아 그리스는 중립을 지켰다. 1878년에 열린 베를린 회의에서 러시아와 터키가 정전 협정을 맺을 때, 그리스는 크리티와 이피로스, 테살리아의 영토를 주장하였다.
1880년 6월에 영국과 프랑스가 올림포스산과 요안니나를 비롯하여 그리스에 유리한 영토 제안이 나올 때에도 그리스의 국경선은 확정되지 않은 상태였다. 오스만 투르크인들은 이에 강하게 반대하였으나 트리쿠피스 총리는 그리스 군대를 동원하겠다고 위협하는 실수를 저질렀다. 영국은 그리스에 좀 더 유리한 쪽을 지지하였으나, 마침 프랑스에서 샤를 드 프레시네가 사임하고 쥘 페리가 집권하여 정권이 교체되면서 열강 사이에 논란이 일어났으며, 이에 투르크인들은 그리스에 테살리아 전역을 넘겨주되 이피로스쪽은 아르타 주변 지역만 주게 되었다. 트리쿠피스 정부가 무너지고 새 총리 알렉산드로스 쿠문두로스는 새 국경선을 마지못해 수용하였다.

## 국가 발전과 팽창 정책 (1882년 ~ 1900년)

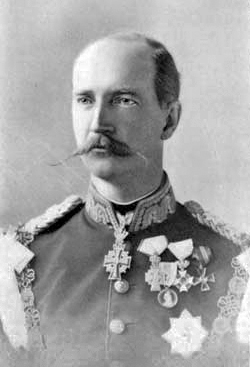
요르요스 1세

### 영토 확장과 국력 신장

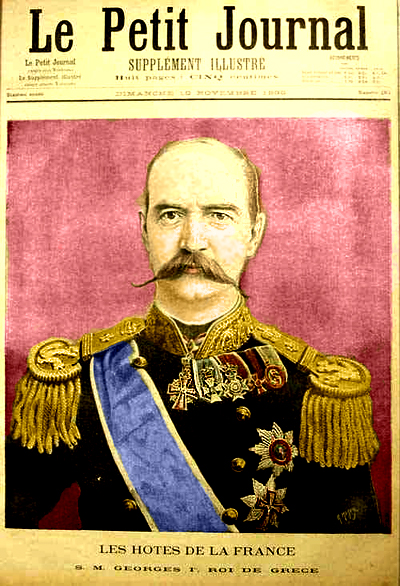
1895년 프랑스 신문 '르 프티 주르날' 지 전면에 실린 요르요스 1세.

트리쿠피스는 열강의 변화에서 교훈을 얻어 그리스 국경 내 후퇴 정책을 폈으나, 테오도로스 딜리얀니스가 이끄는 트리쿠피스의 주요 반대파인 민족당은 기회가 될 때마다 그리스인들의 反투르크 감정에 불을 붙이려 들었다. 1885년에 불가리아인들이 투르크의 지배에 반기를 들고 봉기하여 독립을 선언하면서 민족당에게 기회가 왔다. 딜리얀니스는 불가리아인들이 베를린 조약에 도전한다면 그리스인들도 그래야 한다고 말하며 그해 선거에서 트리쿠피스를 누르고 승리하였다.
딜리얀니스는 그리스 군대를 동원하였으며, 영국 해군은 그리스를 봉쇄하였다. 봉쇄 작전을 맡은 제독은 1863년에 그리스인들이 첫 국왕 후보로 삼았던 에든버러 공 알프레드였으며 당시 해군 장관은 조지 로빈슨으로 16년 전 그리스에서 그의 이복동생이 살해당한 바 있었다. 요르요스 1세는 이후로도 느꼈지만, 자기 왕가의 인맥이 늘 도움이 되지 않음을 깨달았다. 딜리얀니스는 군대를 해산해야 했으며, 트리쿠피스가 다시 집권하였다. 1882년에서 1897년까지 트리쿠피스와 딜리얀니스는 번갈아 집권하였다.
19세기 말 그리스는 점차 번영하게 되었으며, 유럽 세계에서 제 역할을 찾게 되었다. 1893년, 한 프랑스 회사가 아드리아해에서 피레아스까지 241km 거리를 잇는 코린토스 운하를 건설하였다. 1896년에는 아테네에서 올림픽 경기가 복원되어, 국왕이 주재한 가운데 1896년 하계 올림픽 개막식이 열렸다. 아테네 인근에 사는 목동인 시피리돈 루이스가 파나티네코 경기장에서 마라톤 우승을 하자 왕세자가 경주로로 내려와 그리스인 금메달리스트 옆에서 마지막 1000 야드를 함께 뛰었으며, 그는 서서 박수를 보내었다. 한편 요르요스는 오스만투르크령으로 있던 원래 그리스의 영토를 되찾는 정책을 시도하였다.

### 투르크 속령 회복 전쟁
모든 그리스인들을 하나의 영토로 통합하려는 대중의 소망(위대한 이상)은 수면에서 그리 깊지 않았으며, 크리티에서는 투르크의 지배에 대항해 다시 반란이 일어났다. 1897년 2월, 요르요스 1세는 아들 요르요스 왕자를 보내어 크리티 섬을 접수케 하였다. 그리스인들은 오스만 제국의 크리티 자치화안을 거부하였으며, 딜리얀니스는 전쟁을 위해 거병하였다. 열강은 그리스의 영토 팽창에 거부하였으며, 1897년 2월 25일에 크리티는 자치령으로 선포되고 그리스와 오스만 투르크의 민병대는 철수를 명령받았다.
오스만인들은 이를 수용하였으나, 총리 딜리얀니스는 거부하고 티몰레온 바소스가 지휘하는 1,400명 병력을 크리티에 파병하였다. 열강이 봉쇄를 선언할 때 그리스 군대는 마케도니아 국경을 넘어섰으며, 술탄 압뒬 하미트 2세에게 선전포고 하였다. 그리스의 선전포고는 아테네의 국왕을 기리는 자발적인 행진과 애국주의 광란으로 환영받았다. 수천 명의 자원자들이 북쪽으로 나아가 콘스탄티노스 왕세자가 지휘하는 그리스 군대에 입대하였다.
전황은 준비가 부족했던 그리스에 불리하게 전개되었으며, 한 가지 다행인 점은 그리스 군대의 기동성이었다. 1897년 4월 말, 전쟁은 그리스의 패배로 끝났다. 그리스의 패배에 따른 최악의 결과는 영국과 러시아에 있는 요르요스 임금의 혈육들이 개입하여 어느 정도 피할 수 있었지만, 그리스인들은 크리티가 국제 자치령화되는 것을 인정해야 했으며, 투르크측에 유리하도록 소소한 영토 양보와 더불어 4,000,000 터키 파운드의 전쟁 배상금 지불에도 동의하였다.
개전 초에는 국왕을 환호하며 열광하던 그리스인들이었으나 패배로 상황이 달라졌다. 잠시 그는 퇴위를 고려하기도 하였다. 1898년 2월 요르요스 1세가 자신을 향한 암살 시도를 용감하게 피하면서 신민들은 다시 그를 존경하게 되었다. 영국인 부영사가 살해당하는 등 크리티에서 소요 사태가 이어진 뒤, 이듬해 요르요스 왕자가 술탄의 종주권하에 크리티의 최고 행정관이 되었다. 그리스는 근대사에서 처음으로 크리티를 사실상 지배하게 되었다.

### 아테네 올림픽 개최

1896년 하계 올림픽 개회식

1896년 4월 6일부터 4월 15일까지 아테네 파나티나이코 경기장에서 제1회 하계 올림픽을 개최하였다. 요르요스 1세는 첫 근대 올림픽의 개회 선언을 하였다.
| “ | Κηρύσσω την έναρξη των πρώτων Ολυμπιακών Αγώνων της Αθήνας. Ζήτω το Έθνος, ζήτω οι Έλληνες. 짐은 아테네에서 열리는 첫 번째 올림픽 개최를 선언하노라. 그리스 만세! 그리스인 만세! | ” |
|   | — 요르요스 1세, 파나티네코 경기장 |   |

여러 어려움을 이겨낸 첫 근대 올림픽은 성공적인 평가를 받았다. 당시의 열린 국제 경기 중에서 이 대회가 가장 많은 국가들의 참여를 이끌어냈다. 경기장으로 쓰인 파나티나이코 경기장은 경기를 보려는 사람들이로 인산인해를 이루었다.

## 재위 후기 (1901년 ~ 1913년)

### 군부와의 갈등

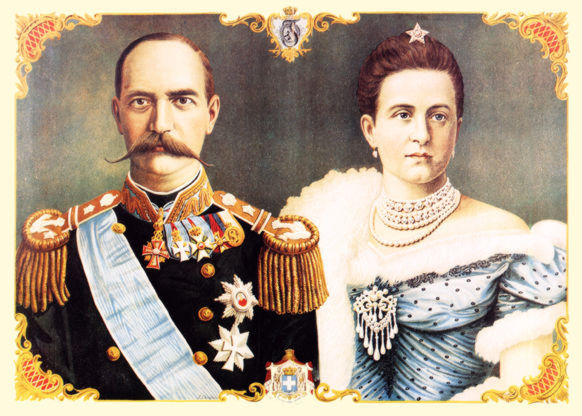
요르요스 1세와 올가 왕비 (1903년)

1901년 1월 22일, 영국의 빅토리아 여왕이 죽자, 요르요스는 유럽에서 두 번째로 오랫동안 재위한 군주로 남게 된다. 그는 누이의 배우자인 에드워드 7세 영국 국왕과 한결같이 따뜻한 관계로 그리스와 영국 양국을 계속 이어주었다. 이 혈연은 크리티의 최고 행정관으로 재직하고 있던 요르요스 왕자를 영국이 지지하는 데 있어 무척 중요하였다. 그러나 요르요스 왕자는 크리티 의회의 지도자 엘레프테리오스 베니젤로스가 왕자의 실각시키려는 정치 공세를 펴면서 1906년에 행정관직에서 사임하였다.
1908년 청년 투르크당 혁명에 대응하여 베니젤로스의 권력 기반은 더욱 강화되었으며, 1908년 10월 8일에 크리티 의회는 요르요스 테오토키스의 아테네 정부의 보류 조치와 열강의 반대에도 불구하고, 그리스와 크리티의 통합 결의안을 통과시켰다. 크리티에서 온 소식에도 아테네 정부과 묵묵부답으로 대응하여 이는 본토의 미해결 사안으로 남았다.

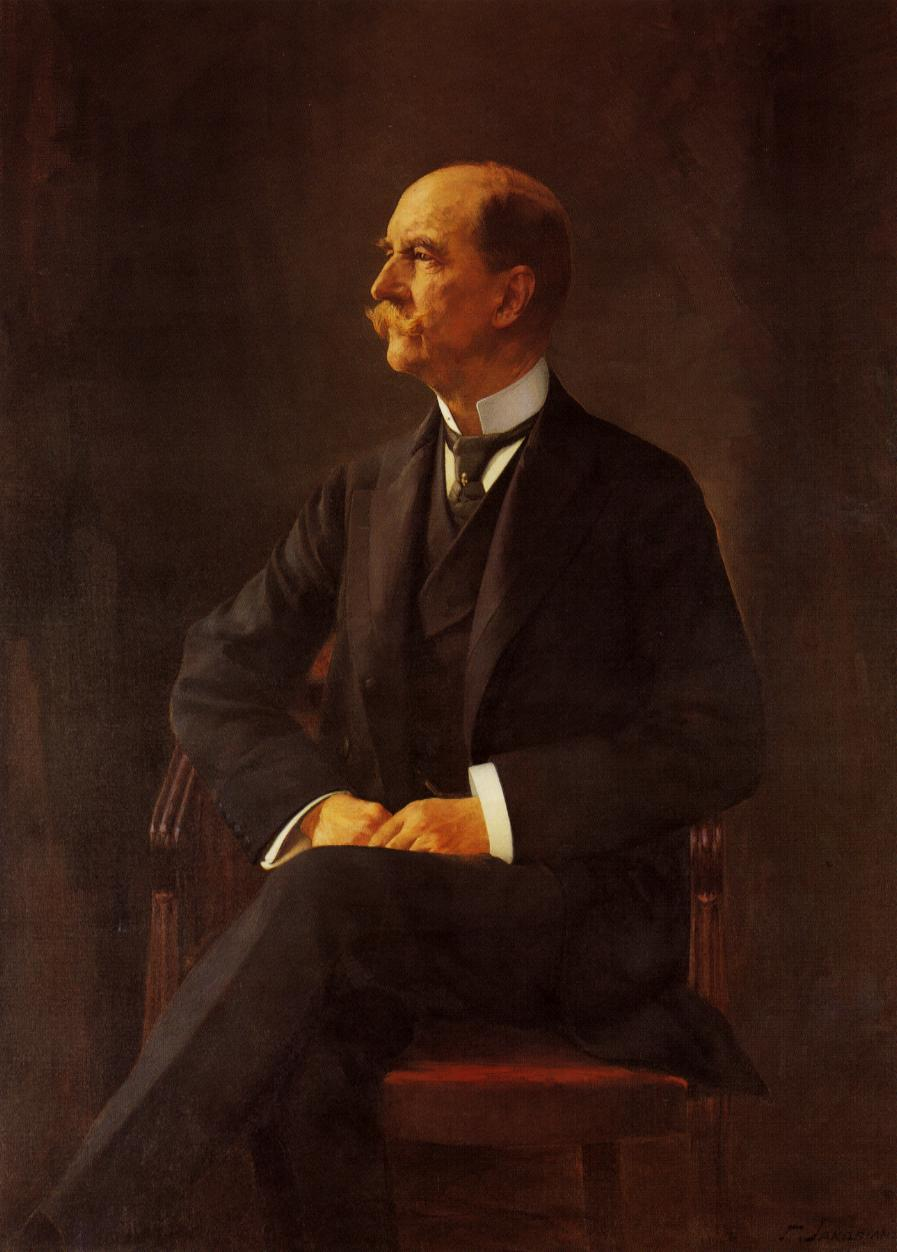
1910년의 공식 어진(Μουσείο Ιστορικής και Εθνολογικής Εταιρίας της Ελλάδας)

이 때 일군의 군 장교들이 군사 연대를 조직하여, 군사 임무에서 그리스 왕가를 배제하도록 요구하였다. 왕자들이 군사 임무에서 제거된 데 당혹해하는 임금을 구하기 위해, 그들은 왕자들을 사임시켰다. 군사 연대는 정변을 일으켰으며(구디 정변), 왕은 이에 적법하게 선출된 그리스 의회를 계속 지지하였다. 결국 군사 연대는 헌법을 개정하기 위해 의회를 소집하면서 베니젤로스와 연대하였다. 국왕은 결국 양보하였으며, 새 선거가 열렸다. 이후 정치적 술수를 이용하던 베니젤로스는 원내 다수를 얻고 총리직에 올랐다. 한 달 뒤, 베니젤로스는 야당 대부분이 연정을 거부하자, 다시 새 선거를 치러 절대 다수를 확보하였다.
베니젤로스와 요르오스 1세는 1897년의 굴욕적인 패전으로 인한 상처를 회복하기 위해 그리스에 강력한 군대가 필요하다는 점을 공감하고 있었다. 콘스탄티노스 왕세자는 군 감찰관직에 복직되었으며, 나중에는 총사령관이 되었다. 왕세자와 베니젤로스의 면밀한 감독을 받으며 그리스 군대는 영국과 프랑스의 도움을 받아 재훈련을 받고 무장하였으며, 그리스 해군에 새 함선이 주문되었다. 그런 가운데 베니젤로스는 외교 수단을 통해 당시 허약하던 오스만 제국에 맞서 발칸 반도의 기독교 국가들과 연대하였다.

### 발칸 전쟁
1912년에는 마케도니아(Macedonia) 지방과 에페이로스를 회복하였다. 1912년 10월 8일에 몬테네그로가 터키에 선전포고를 하자, 세르비아, 불가리아, 그리스도 최후 통첩을 보내 이에 합류하여 제1차 발칸 전쟁이 일어났다. 전쟁 결과는 1897년의 그리스-터키 전쟁과 정반대였다. 200,000명 병력을 갖추고 잘 훈련된 그리스 군대는 승리에 승리를 거듭하였다. 1912년 11월 9일, 그리스군은 불가리아군 부대보다 겨우 몇 시간 더 빨리 테살로니키로 진입하였다. 며칠 뒤 열린 행진식에서 왕세자와 베니젤로스가 뒤따르는 가운데, 요르요스 1세도 그리스에서 두 번째로 큰 이 테살로니키 시의 거리를 행진하였다.
1913년에는 오스만 투르크에 크레타섬(Crete) 등을 요구, 전쟁을 시작하였다. 그는 아들인 요르요스를 덴마크에 파견하여 덴마크의 왕자의 신분이라는 점을 이용하여 지원을 요청하였다. 그러나 요르요스 1세는 아들 요르요스가 오기 전에 암살당하고 만다.

## 최후

### 암살
요르요스는 아테네와 마찬가지로 테살로니키에서도 호위병 없이 다녔다. 1913년 3월 18일 오후, 그리스 살로니카의 테살로니키의 흰 탑 근처를 걷던 왕은 알렉산드로스 스히나스라는 자에게 뒤쪽 가까이서 총격을 당해 목숨을 잃었는데, 그 암살자는 자신을 사회주의 조직에 속해있다고 하며 체포 당시, 왕이 자신에게 돈을 주길 거부하였기에 왕을 죽였노라고 밝혔다고 한다.
그리스 정부는 스히나스가 알코올에 중독된 부랑자라면서, 국왕 시해 사건에 어떠한 정치적인 동기도 없다고 부인하였다. 스히나스의 정신 질환 여부는 밝혀지지 않았다. 체포된 스히나스는 감옥에서 고문당하였으며, 6주 뒤에 아테네 시의 어느 경찰서 창문 앞에서 처형되었다.
덴마크와 그리스의 국기가 덮인 요르요스 1세의 관은 5일 동안 아테네 대성당에 안치되었다가 타티 궁전에 있는 왕묘에 매장되었다.

## 가족 관계
1867년 10월 27일, 러시아 상트페테르부르크의 겨울 궁전에서 니콜라이 1세의 둘째 아들인 콘스탄틴 니콜라예비치 대공의 딸 올가 콘스탄티노브나와 결혼하였다. 올가 왕비와의 사이에서 5남 3녀를 낳았다. 자녀들은 프로이센, 헤센 및 러시아의 황족들과 혼인하였다.
영국 엘리자베스 2세의 남편인 에든버러 공작 필립은 요르요스 1세의 손자이다.

### 배우자
| 왕비 | 사진 | 이름                | 출생           | 나이                  | 비고                                                 |
| 왕비 |      | 올가 콘스탄티노브나 | 1851년 9월 3일 | 1926년 6월 18일(74세) | - 러시아 니콜라이 1세의 손녀 - 1867년 10월 27일 결혼 |

### 자녀
| 사진 | 사진 | 이름             | 출생            | 사망                   | 비고                                                                              |
| ---- | ---- | ---------------- | --------------- | ---------------------- | --------------------------------------------------------------------------------- |
| 장남 |      | 콘스탄티노스 1세 | 1868년 8월 2일  | 1923년 1월 11일(54세)  | - 배우자 : 프로이센의 소피아 - 자녀 : 3남 3녀                                     |
| 차남 |      | 요르요스         | 1869년 6월 24일 | 1957년 11월 25일(88세) | - 배우자 : 마리 보나파르트 공녀 - 자녀 : 1남 1녀                                  |
| 장녀 |      | 알렉산드라       | 1870년 8월 30일 | 1891년 9월 24일(21세)  | - 배우자 : 파벨 알렉산드로비치 대공 - 자녀 : 1남 1녀                              |
| 3남  |      | 니콜라오스       | 1872년 1월 22일 | 1938년 2월 8일(66세)   | - 배우자 : 옐레나 블라디미로브나 여대공 - 자녀 : 3녀                              |
| 차녀 |      | 마리아           | 1876년 3월 3일  | 1940년 12월 14일(64세) | - 배우자 : 게오르기 미하일로비치 대공 페리클레스 이오아니디스 (재혼) - 자녀 : 2녀 |
| 3녀  |      | 올가             | 1880년 4월 7일  | 1880년 11월 2일(0세)   | - 요절                                                                            |
| 4남  |      | 안드레아스       | 1882년 2월 2일  | 1944년 12월 3일(62세)  | - 배우자 : 바텐베르크 공녀 앨리스 - 자녀 : 1남 4녀 - 영국 찰스 3세의 할아버지     |
| 5남  |      | 크리스토폴로스   | 1888년 8월 10일 | 1940년 1월 21일(51세)  | - 배우자 : 아나스타샤 공주 오를레앙 공녀 프랑수아즈 (재혼) - 자녀 : 1남           |

## 평가
덴마크 출신 군주였지만 그가 통치하던 기간 중에 그리스는 근대 유럽국가로 발전하기 위한 틀을 갖추게 되었다는 시각이 있다. 또한 영국과 독일 등 열강의 간섭과 투르크의 재정복 기도를 물리쳤으며, 덴마크에서 파견한 섭정 역시 물리치고 그리스의 의회의 통치를 존중하여 민심을 얻기도 했다.

## 기타
그는 그리스의 왕이 되었지만, 크리스티안 9세의 아들이었으므로, 동시에 덴마크의 왕자 직책을 유지하고 있었다. 요르요스의 사후에도 특별히 그의 후손들에게는 덴마크의 왕자 라는 타이틀이 부여되었고, 덴마크 왕위 계승권이 부여되었다.
요르요스의 후손들에게 부여되었던 덴마크의 왕위 계승권은 1953년 덴마크 헌법 개정으로 파블로스, 요르요스 등이 박탈당할 때까지 유지되었다.

## 참고 문헌
- Campbell, John; Sherrard, Philip (1968). 《Modern Greece》. London: Ernest Benn.
- Christmas, Walter; translated by A. G. Chater (1914). 《King George of Greece》. New York: McBride, Nast & Company.
- Clogg, Richard (1979). 《A Short History of Modern Greece》. Cambridge University Press.
- Forster, Edward S. (1958). 《A Short History of Modern Greece 1821–1956 3rd edition》. London: Methuen and Co.
- Van der Kiste, John (1994). 《Kings of the Hellenes》. Stroud, Gloucestershire: Sutton Publishing. ISBN 0-7509-0525-5.
- Woodhouse, C. M. (1968). 《The Story of Modern Greece》. London: Faber and Faber.

| 전임 오톤 | 제2대 그리스 왕국의 국왕 (그리스인의 왕) 1863년 3월 30일 ~ 1913년 3월 18일 | 후임 콘스탄티노스 1세 |